# Barón de Río Branco

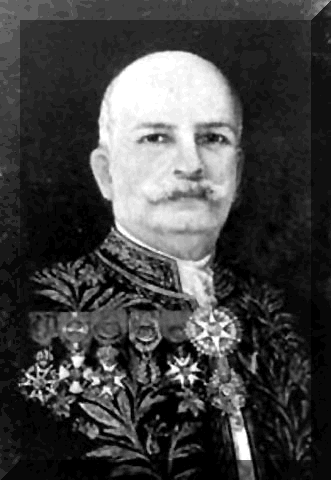
Barón de Río Branco.

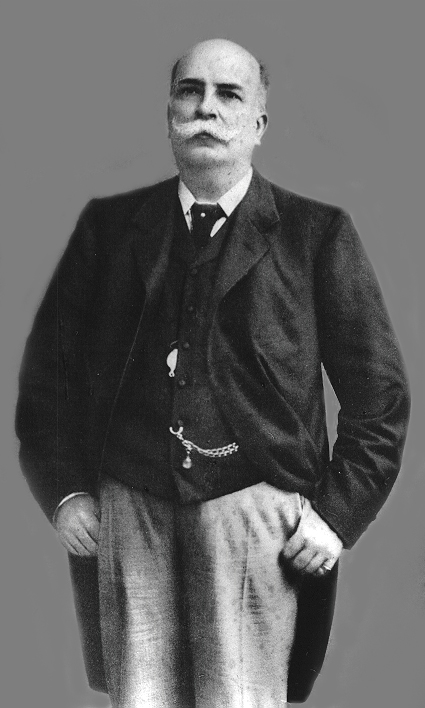
Fotografía de 1875.

José Maria da Silva Paranhos Junior, Barón de Río Branco (Río de Janeiro, 20 de abril de 1845-Río de Janeiro, 10 de febrero de 1912) fue un diplomático e historiador brasileño, hijo de José Maria da Silva Paranhos, vizconde del Río Branco.

## Biografía
Inició su carrera política como promotor y diputado, dedicándose a las actividades diplomáticas, en el entonces Imperio del Brasil.
Fue cónsul general en la ciudad inglesa de Liverpool a partir de 1876, luego fue nombrado ministro acreditado en Alemania en 1900, asumiendo el Ministerio de Relaciones Exteriores desde 1902 hasta su muerte, en 1912. Ocupó el cargo a lo largo de cuatro mandatos presidenciales.
Recibió el título de Barón de Río Branco en las vísperas de la finalización del período imperial de Brasil; sin embargo, continuó utilizando el nombre "Rio-Branco" en su firma, después de la proclamación de la República del Brasil, en 1889. La razón de esta actitud se debió a que era un monárquico convencido y para homenajear a su fallecido padre, el senador y diplomático Vizconde del Río Branco (José Maria da Silva Paranhos).
Su mayor contribución al país fue la anexión de tres importantes territorios por medio de la diplomacia. Obtuvo una victoria sobre Francia al establecer una nueva frontera de la Guayana Francesa con el estado de Amapá, en 1900 por medio del arbitraje del gobierno suizo. En 1895, ya había conseguido asegurar buena parte de los estados de Santa Catarina y Paraná, en litigio con Argentina en el incidente conocido como la Cuestión de Palmas. Ese primer arbitraje fue decidido por el presidente estadounidense Grover Cleveland, y tuvo como opositor por el lado argentino a Estanislao Severo Zeballos, que más tarde se posesionó como ministro de relaciones exteriores y durante mucho tiempo acusó al Barón de fomentar una política imperialista. Fue el prestigio obtenido por el Barón en esos dos casos lo que hizo que el presidente Rodrigues Alves lo escogiera para el puesto máximo de la diplomacia brasilera en 1902, cuando Brasil estaba justamente envuelto en una disputa fronteriza, esta vez con Bolivia. Este país intentaba arrendar una parte de su territorio a un consorcio empresarial anglo-americano. La tierra no era reclamada por Brasil, pero era ocupada casi completamente por colonos brasileros que resistían a los intentos bolivianos por expulsarlos de su territorio.
En 1903 firmó con Bolivia el Tratado de Petrópolis, poniendo fin al conflicto de los dos países por el territorio de Acre, que pasó a pertenecer a Brasil, mediante una compensación económica y pequeñas concesiones territoriales. Esta es la acción diplomática más conocida del Barón, cuyo nombre fue dado a la capital de aquel territorio (actualmente un estado brasilero).
El Tratado Tobar-Rio Branco fue celebrado amistosamente entre Ecuador y Brasil el 6 de mayo de 1904, en la ciudad de Río de Janeiro, antigua capital de Brasil. Tuvo por finalidad el arreglo de límites de estos dos países. Intervino por el Ecuador el Dr. Carlos Rodolfo Tobar y por el Brasil el Sr. José Maria da Silva Paranho, Barón de Río Branco. El Tratado Tobar-Río Branco fue firmado el 6 de mayo de 1904 en favor de Brasil a espaldas de la república del Perú. En la parte resolutiva expresa: 

La República de Ecuador y la República de los Estados Unidos de Brasil acuerdan que, terminando favorablemente para Ecuador, como esta República espera, el litigio que sobre límites existe entre el Ecuador y Perú, la frontera entre Ecuador y Brasil, en la parte que confinen, sea la misma señalada por el Art. VII de la Convención que se celebró entre Brasil y Perú, en Lima, el 23 de octubre de 1851, con la modificación constante en el Acuerdo así mismo firmado en Lima el 11 de febrero de 1874, para la permuta de territorios en la línea Iza o Putumayo, esto es, que la frontera —en todo o en parte— según el resultado del antedicho litigio, sea la línea geodésica que va de la boca del riachuelo San Antonio, en el margen izquierdo del Amazonas, entre Tabatinga y Leticia, y termina en la confluencia del Apaporis con el Yapurá o Caquetá, menos en la sección del río Iza o Putumayo, cortada por la misma línea donde el alveo del río, entre los puntos de intersección, formará la división.

Negoció con Uruguay el condominio sobre el Río Yaguarón y la Laguna Merín, esencialmente una concesión voluntaria de Brasil a un vecino que necesitaba de aquellas vías fluviales. Por esa razón, fue homenajeado por el gobierno uruguayo, siendo utilizado su nombre para re bautizar al antiguo pueblito de Villa Artigas, hoy ciudad de Río Branco, en el departamento de Cerro Largo, vecina de la ciudad brasileña de Yaguarón (Jaguarão).
El 8 de septiembre de 1909 firmó con el ministro plenipotenciario del Perú en Brasil, Hernán Velarde, el Tratado Velarde-Río Branco durante el gobierno del presidente de Perú, Augusto Leguía, en el cual se definieron los Límites, Comercio y Navegación, que completó la demarcación limítrofe y se consagró para el Perú la libre navegación en el Amazonas. Ese mismo año, su nombre fue sugerido para el cargo de Presidente de Brasil para 1910, pero prefirió desistir de cualquier candidatura que no fuese de unanimidad nacional.
Fue impulsor del pacto ABC (Argentina, Chile y Brasil) que se firmó en Buenos Aires el 25 de mayo de 1915, siendo en lo fundamental un sistema de resolución de controversias. Sobre esta experiencia el presidente argentino Juan Domingo Perón intentó renovarlo en la década de 1940 con el acuerdo de los presidentes de Chile, Carlos Del Ibáñez de Campo y de Brasil Getulio Vargas. La presión de los Estados Unidos fue tan grande contra el proyecto que nuevamente naufragó.
Fue director del Instituto Histórico y Geográfico Brasileño (1907-1912) y escribió dos libros. Ocupó la silla número 34 de la Academia Brasileña de Letras.
Su muerte, durante el carnaval de 1912, alteró el calendario de la fiesta popular de aquel año, dando el luto oficial y grandes homenajes que le rindieron en la ciudad de Río de Janeiro.

## Legado
Considerado el patrono de la diplomacia brasilera, su nombre está inscrito como uno de los héroes de la patria, en el panteón existente en la Plaza de los Tres Poderes, en la ciudad de Brasilia.
Al cumplirse el centenario de su nacimiento se creó el Instituto Rio Branco, especializado en servicio exterior.
El escritor uruguayo José Enrique Rodó le dedicó un artículo muy laudatorio con motivo de su muerte.